# Сиртич
Сиртич (таб. СтичI, СчIар) — село в Табасаранском районе Дагестана. Самый крупный населённый пункт Табасаранского района.
Образует сельское поселение село Сиртич как единственный населённый пункт в его составе.

## Этимология
Сиртыч — в переводе с табасаранского языка «у подножия горы».

## География
Сиртич расположен в юго-восточной части Табасарана на равнинной местности в 43 км от районного центра с. Хучни на месте впадения реки Карчаг-Су в реку Рубас. Через село проходит два главных республиканских маршрутных пути: Кавказ — Сиртич — Татиль, связывающий село с районом и с районным центром Хучни и Сиртич — Карчаг — Касумкент, связывающий с Сулейман-Стальским и с Хивским районами соответственно. Село находится в 30 км от города Дербента и в 166 км от города Махачкалы. Сиртич расположен на стыке четырёх районов: Табасаранского, Дербентского, Хивского и Сулейман-Стальского.

## История
После землетрясения 1966 года в Сиртыч начали переселяться жители горных сёл Чере, Экендил, Гугнаг, Хурцик, Гензир, Старый Сиртыч, Мехтикент, Варта. В данном населённом пункте распространён этегский диалект табасаранского языка.

## Население
| 1926  | 1939  | 1970  | 1989  | 2002  | 2010  | 2012  |
| ----- | ----- | ----- | ----- | ----- | ----- | ----- |
| 483   | ↗574  | ↗2355 | ↘1413 | ↗2596 | ↗3976 | ↘3939 |
| 2013  | 2014  | 2015  | 2016  | 2017  | 2018  | 2019  |
| ↘3874 | ↘3802 | ↘3736 | ↘3695 | ↘3630 | ↗3632 | ↘3565 |
| 2020  | 2021  | 2023  | 2024  | 2025  |       |       |
| ↘3552 | ↗3871 | ↘3827 | ↗3835 | ↘3815 |       |       |

Моноэтнический населённый пункт, 99,2 % населения — табасараны.